# All About Lisa
«All About Lisa» (с англ. — «Всё о Лизе») — двадцатая, заключительная серия 19 сезона мультсериала «Симпсоны».

## Сюжет

Лиза получает премию «Артист года»

Эпизод начинается на «38-й ежегодной церемонии вручения Спрингфилдской премии шоу-бизнеса», и рассказывается Сайдшоу Мелом. В зале премия «Лучший артист» присуждается Лизе. Мэл рассказывает, как Лиза стала артисткой. На 4000-м шоу клоуна Красти Красти решает собрать новых «краскетёров», детей, появляющихся в некоторых скетчах. Барт на кастинге показывает себя лучше других детей, но Красти берёт Нельсона. Лиза решает защитить Барта, и защищает его при Красти. Однако он остаётся при своём мнении, но берёт Лизу в качестве стажёра. Красти издевается над Лизой. Заметив это, Мел говорит Лизе, что Красти тщеславен, поэтому, чтобы Красти не грубил ей, Лиза должна отдавать ему почести. Лиза принимает его совет, и Красти начинает хорошо к ней относиться.
Тем временем Барт и Гомер решают продать сувениры клоуна Красти из комнаты Барта. Они идут к Продавцу Комиксов, который продаёт им монету из коллекции «Двухсотлетняя чеканка монет США», и папку для собирания этих монет. Барт и Гомер начинают искать монеты. Когда Барт и Гомер решают, что всё нашли, они обнаруживают секретное отделение, в котором должна находиться одна ошибочно выпущенная редкая монета 1917 года «Целующиеся Линкольны».
Когда Красти не может показать скетч, который он уже начал из-за того, что его помощник Мистер Тини застрял в пробках, Лиза помогает ему и заменяет мистера Тини в скетче. Она сбрасывает Красти в бассейн, что вызывает восторг публики, после чего Лиза становится знаменитой и богатой. Агент Красти предупреждает его, что Лиза может помешать успеху карьеры Красти. Позже руководители Красти сделали ведущей шоу Лизу и переименовали его в «Шоу Лизы». Лиза становится успешной, и Сайдшоу Мел предупреждает её, чтобы она не переусердствовала с самолюбием, а клоун Красти становится бедным и ведёт ночные ток-шоу.
Барт и Гомер идут на аукцион, чтобы купить «Целующихся Линкольнов», но монету покупает мистер Бёрнс. Мистер Бёрнс не хочет отдавать Гомеру монету. Тогда Гомер просит разменять 5 центов. Бёрнс решает обмануть Симпсонов и вместо 5 центов даёт 4. Он уже радуется, и тут обнаруживает, что по ошибке дал Гомеру «Целующихся Линкольнов» вместе с другими монетами. Гомер и Барт завершают коллекцию, ставят альбом на полку и готовятся к церемонии.
Воспоминания кончаются, и серия возвращается к моменту получения премии. После шоу Мел рассказывает Лизе, что раньше он тоже выиграл «Артист года» и, что ни один артист, получивший премию, не получал длительного успеха. Лиза понимает, что ей нужно уйти из бизнеса. Лиза выходит на сцену, и вызывает Красти на сцену. Эпизод заканчивается тем, что Красти снова стал известным и издевается над Мелом.

## Культурные отсылки
- Название и некоторые сцены отсылают к фильму «Всё о Еве».
- В зале вручения наград сидит Свин-паук из «Симпсонов в кино».
- «Красткетёры» — отсылка к «мышкетёрам» из «клуба Микки Мауса».
- Комикс «Радиоактивный человек против Мохаммеда Али» является отсылкой к комиксу «Супермен против Мохаммеда Али».
- Ток-шоу Красти «Поздний зов с клоуном Красти» — отсылка к шоу «Поздний зов с Карсоном Дэйли».
- Танец Нельсона перед выступлением — отсылка к знаменитой интермедии из фильма «Танец-вспышка».
- «Шоу Лизы» — отсылка к «Шоу Аманды».

## Отношение критиков и публики
Эпизод посмотрело 6,110 тысяч зрителей. Роберт Кэнинг из IGN написал: «Эпизоду не хватает нормальной искры и среднего финала сезона. Я критикую основной сюжет за то, что он агалогичен „Bart Gets Famous“. Хоть я и даю тусклый обзор, но сюжетная линия с Бартом и Гомером, хотя она и „время-заполнитель“ была смешнее.» В итоге, он дал эпизоду 5,8 баллов. Фраза на премии ведущего шоу «Теперь наша последняя номинация „Артист года“. Эта премия настолько престижна, что недавно получила премию „Премия года“ на премии „Премия 2007“ в этом году» была номинирована, как цитата недели.